# Alexandra Terlouw-van Hulst
Alexandra Terlouw-van Hulst (Amsterdam, 19 februari 1935 – Twello, 23 augustus 2017) was een Nederlands auteur. Ze was getrouwd met schrijver en politicus Jan Terlouw en zij hadden vier kinderen, onder wie schrijfster Sanne Terlouw en wetenschapper en illustratrice Ashley Terlouw.

## Loopbaan
Van Hulst is de dochter van ir. Jan van Hulst (1903-1975) en Paula (Pauline) Horowitz (1899-1945), en een zus van Hannah Yakin; een broer van haar moeder was prof. dr. ir. Alexandre Horowitz (1904-1982). Van Hulsts moeder was van Joodse afkomst. Haar grootvader Paul Horowitz en diens zuster Zina, die bij de familie inwoonde, kregen een oproep om zich te melden bij de Hollandsche Schouwburg. Paul Horowitz werd ziek en overleed in de Centrale Israëlietische Ziekenverpleging. Zina Horowitz kwam in 1943 om in Auschwitz.
Van Hulsts vader slaagde erin met hulp van de huisarts-antropoloog Arie de Froe om zijn schoonmoeder Marguerite Zuckerman, en daarmee ook zijn eigen kinderen, op valse gronden te "ontjoodsen". Het gezin verhuisde vervolgens naar Amstelveen. Van Hulst bood onderdak aan Joodse onderduikers en hielp andere Joden bij hun "ontjoding". Na een huiszoeking in september 1944 waarbij de Duitsers niks vonden besloot het gezin onder te duiken. Van Hulsts moeder overleed in februari aan ziekte.
Tijdens haar studie wis- en natuurkunde ontmoette Alexandra van Hulst haar latere echtgenoot Jan Terlouw. Nadat ze met wis- en natuurkunde was gestopt, studeerde ze algemene taalwetenschappen. Ze had een grote invloed op het begin van de schrijverscarrière van haar man, door zijn eerste werk op te sturen naar een uitgever. Later hielp ze bij het schrijven met correctiewerk.
Van Hulst vertaalde in 1976 twee boeken van Lynn Hall: Sticks and Stones (vertaald als Maak me niet kapot) en The Siege of Silent Henry (vertaald als De belegering van stille Sijmen). Maak me niet kapot behaalde de Zilveren Griffel in 1976.
Op latere leeftijd ging ze zelf boeken schrijven. Haar eerste boek was De man van Tsinegolde, uitgegeven in 2013 door uitgeverij De Kring. Dit boek beschrijft de Tweede Wereldoorlog gezien door de ogen van een jong meisje dat zich steeds meer bewust wordt van de gebeurtenissen om zich heen. Het is gedeeltelijk gebaseerd op eigen ervaringen van de schrijfster. Haar tweede boek, Eén vrouw, twee mannen, kwam uit in 2014 en beschrijft een driehoeksverhouding, waar de titel naar verwijst.